# Bernate Ticino
Bernate Ticino é uma comuna italiana da região da Lombardia, província de Milão, com cerca de 2.939 habitantes. Estende-se por uma área de 12 km², tendo uma densidade populacional de 245 hab/km². Faz fronteira com Cuggiono, Galliate (NO), Mesero, Marcallo con Casone, Romentino (NO), Boffalora sopra Ticino, Trecate (NO).

## Demografia
| Variação demográfica do município entre 1861 e 2011                               |
|                                                                                   |
| Fonte: Istituto Nazionale di Statistica (ISTAT) - Elaboração gráfica da Wikipedia |